# دولورس لامباشا
دولورس لامباشا (کرواتی: Dolores Lambaša; ۲۹ مارس ۱۹۸۱ – ۲۳ اکتبر ۲۰۱۳) بازیگر اهل کرواسی بود. وی بین سال‌های ۲۰۰۶ تا ۲۰۱۳ میلادی فعالیت می‌کرد.